# Liste der Kulturdenkmäler in Nentershausen (Westerwald)
In der Liste der Kulturdenkmäler in Nentershausen sind alle Kulturdenkmäler der rheinland-pfälzischen Ortsgemeinde Nentershausen aufgeführt. Grundlage ist die Denkmalliste des Landes Rheinland-Pfalz (Stand: 21. Dezember 2021).

## Einzeldenkmäler
| Bezeichnung                            | Lage                                     | Baujahr                   | Beschreibung                                                                               | Bild                           |
| -------------------------------------- | ---------------------------------------- | ------------------------- | ------------------------------------------------------------------------------------------ | ------------------------------ |
| Wohnhaus                               | In der Eck 5 Lage                        | 17. Jahrhundert           | Fachwerkhaus, teilweise massiv und verputzt, wohl aus dem 17. Jahrhundert                  | Fotos hochladen                |
| Grabkreuze                             | Jahnstraße, auf dem Friedhof Lage        | 17. und 18. Jahrhundert   | Grabkreuze, 17. und 18. Jahrhundert                                                        | weitere Bilder Fotos hochladen |
| Wegekapelle                            | Kapellenstraße, bei Nr. 1b Lage          | Ende des 17. Jahrhunderts | quadratischer Saal, Ende des 17. Jahrhunderts                                              | weitere Bilder Fotos hochladen |
| Katholische Pfarrkirche St. Laurentius | Kirchstraße 9 Lage                       | 1863–66                   | neugotische dreischiffige Hallenkirche, 1863–66                                            | weitere Bilder Fotos hochladen |
| Wohnhaus                               | Koblenzer Straße 7 Lage                  | 17. oder 18. Jahrhundert  | verputztes Fachwerkhaus, wohl aus dem 17. oder 18. Jahrhundert                             | weitere Bilder Fotos hochladen |
| Wohnhaus                               | Koblenzer Straße 20a Lage                | 17. Jahrhundert           | Fachwerkhaus, teilweise massiv und verputzt, 17. Jahrhundert, im 18. Jahrhundert erweitert | weitere Bilder Fotos hochladen |
| Wohnhaus                               | Unterdorfstraße 5 Lage                   | 18. Jahrhundert           | Fachwerkhaus, teilweise massiv, 18. Jahrhundert                                            | Fotos hochladen                |
| Stundenstein                           | nordwestlich des Ortes an der L 318 Lage | 1789                      | kurtrierscher Stundenstein, Obelisk, bezeichnet 1789                                       | weitere Bilder Fotos hochladen |